# Грацско-Амштеттенская наступательная операция
Грацско-Амштеттинская наступательная операция 15 апреля — 9 мая 1945 года — фронтовая наступательная операция войск советского 3-го Украинского фронта на завершающем этапе Великой Отечественной войны.

## Обстановка к началу операции, силы и планы сторон
В ходе Венской наступательной операции с 16 марта по 15 апреля 1945 года советские войска 2-го и 3-го Украинских фронтов нанесли тяжёлое поражение немецкой группе армий «Юг». Ещё в ходе Венской операции 1 апреля 1945 года Ставка Верховного Главнокомандования приказала левому флангу 3-го Украинского фронта (26-я, 27-я, 57-я, 1-я болгарская армия) не позднее 10-12 апреля 1945 года освободить от немецких войск города Глогниц, Брукк, Грац (в Австрии) и Марибор (в Югославии), а также прочно закрепиться на рубеже рек Мюрц, Мура и Драва. Но к завершению Венской операции советским войскам не удалось полностью выполнить эти задачи.
Поэтому 13 апреля 1945 года Ставка Верховного Главнокомандования уточнила задачу — войскам правого крыла фронта выйти на реку Трайзен и овладеть городом Санкт-Пёльтен, а войскам центра и левого крыла перейти к обороне, к активным действиям приступить только при успехе наступления правого крыла. Выполняя приказ, 15 апреля 1945 года войска 3-го Украинского фронта без оперативной паузы продолжили наступление в общем направлении на Грац. Задача — полный разгром группы армий «Юг» и выход к линии соприкосновения с наступавшими с запада американскими войсками, которые должны были вскоре войти в западную часть Австрии.
В операции участвовал 3-й Украинский фронт (командующий — Маршал Советского Союза Ф. И. Толбухин) — 294 760 человек:
- 4-я гвардейская армия (командующий генерал-лейтенант Н. Д. Захватаев),
- 9-я гвардейская армия (до 5 мая 1945 года, командующий генерал-полковник В. В. Глаголев),
- 26-я армия (командующий генерал-лейтенант Н. А. Гаген),
- 27-я армия (командующий генерал-полковник С. Г. Трофименко),
- 57-я армия (командующий генерал-полковник М. Н. Шарохин),
- 17-я воздушная армия (командующий генерал-полковник авиации В. А. Судец),
- 1-й гвардейский механизированный корпус (генерал-лейтенант И. Н. Руссиянов),
- танковый корпус,
- 5-й гвардейский кавалерийский корпус (генерал-лейтенант С. И. Горшков),
- 1-я болгарская армия (командующий генерал-лейтенант В. Стойчев).

В состав общевойсковых армий входили 42 стрелковые дивизии, 4 воздушно-десантные дивизии. Так как наступление производилось без оперативной паузы, пополнение войск перед началом операции не производилось, имелся некомплект личного состава.
Немецкая группа армий «Юг» (с 30 апреля 1945 года — группа армий «Австрия», командующий генерал-полковник Лотар Рендулич) к началу операции не имела возможности оправиться после тяжёлого поражения в Венской операции. Её общая численность составляла около 450 тыс. человек, против 3-го Украинского фронта действовала 6-я полевая армия и 6-я танковая армия СС. Южнее в районе югославско-австрийской границы оборонялась 2-я танковая армия. В составе немецких армий находились и венгерские дивизии.
В условиях начавшегося краха обороны на Восточном фронте командование вермахта стремилось сдержать наступление советских войск, организованно отойти на запад и капитулировать перед союзниками.

## Ход операции
Грацско-Амштеттинская операция началась с мощного контрудара немецких войск (6-я танковая армия СС) по правому флангу 3-го Украинского фронта. С 15 по 29 апреля 1945 года войска 9-й гвардейской и 26-й армий отбивали атаки 6-й танковой армии СС, при этом медленно продвигаясь вперёд по горно-лесистой местности. Иногда противнику удавалось даже оттеснить наступавшие советские войска, особенно на фронте 26-й армии. На фронте постоянно появлялись свежие части, прибывшие из Югославии и даже из Италии. По существу вместо решения глубоких наступательных задач фронтовая операция превратилась в сковывание противостоящих вражеских войск.
29 апреля 1945 года 3-й Украинский фронт начал крупномасштабное наступление на запад в Восточных Альпах. В последние дни апреля 1945 года части 4-й гвардейской армии продвинулись в сторону Мелька и вышли на рубеж реки Пилах. Далее армия наступала в направлении Лоосдорф, Мельк, Амштеттен. 5 мая 9-я гвардейская армия, вынесшая на себе основную тяжесть наступления, была передана во 2-й Украинский фронт для участия в Пражской операции. 7 мая был выявлен отвод противника под прикрытием сильных арьергардов.
8 мая все армии фронта перешли в общее наступление, продвинувшись за сутки от 17 до 75 километров. В этот день советские войска штурмом овладели городом Амштеттен, а также заняли города Мельк, Маутерн, Грац и ещё 5 городов, свыше 100 других населённых пунктов. В 15 часов 8 мая в районе реки Энс впервые в полосе фронта встретились советские и американские войска.
9 мая 1945 года преследование бежавших немецких войск продолжалось. Были взяты города Брукк, Леобен, Марибор и 6 других городов. Авиация в течение всего дня 9 мая 1945 года продолжала наносить бомбово-штурмовые удары по отступавшим к Энсу немецким войскам.
57-я армия с начала операции была в обороне и только 8 мая 1945 года перешла в наступление в направлении Фельдбах, Грац. К исходу дня силы 6-го гвардейского стрелкового корпуса подошли к Фельдбаху. Хотя 9 мая 1945 года была подписана безоговорочная капитуляция Германии, город Фельдбах советским войскам в этот день пришлось брать штурмом — его гарнизон отказался капитулировать.

## Последующие события
В дальнейшем, несмотря на подписание Акта о безоговорочной капитуляции германских вооружённых сил, ожесточенные бои в Австрии продолжались. Так, 10 мая 26-я армия вела штурм Юденбурга, гарнизон которого отказался капитулировать. К 11 мая советские войска перехватили основные пути отхода немецких войск в Восточные Альпы, вынудив их к массовой капитуляции. За 9-13 мая в полосе 3-го Украинского фронта капитулировало 153 416 немецких и венгерских солдат.
Но бои не завершились. По всей Австрии продолжали сохраняться очаги сопротивления, разбитые немецкие войска постоянно пытались прорваться в американскую зону оккупации. За сутки 13 мая пленено 2 945 солдат, за 14 мая — 419 солдат. 15 мая была перехвачена и принуждена к капитуляции крупная группировка, прорывавшаяся из Югославии к американской зоне оккупации, пленено 27 754 солдат: 15300 усташей и 10530 немцев. Действовавшая на южном фланге фронта 1-я болгарская армия с 13 по 17 мая пленила свыше 30 тысяч усташей (позднее переданы войскам НОАЮ). В последующие дни продолжалось прочесывание местности и пленение разрозненных групп и отдельных солдат. Так, 19 мая пленены 65 венгерских солдат, 21 мая — 98 немцев, 24 мая — несколько десятков венгерских солдат.

## Итоги операции
В целом в конце апреля — начале мая 1945 года войска 3-го Украинского фронта вышли на рубеж Линц, Гафленц, Клагенбург, установив по ней прочную связь с американцами. Был сорван отход немецкой группы армий «Е» из Югославии, что способствовало ее разгрому югославскими войсками. В условиях почти полного освобождения Австрии от немецких войск 27 апреля 1945 года было создано Временное правительство Австрии.
За время операции потери 3-го Украинского фронта достигли 2173 человека погибшими, 6552 человека ранеными и заболевшими, всего 8725 человек.
Немецкие данные о потерях своих войск точно не установлены, так как ведение документации и отчётности в условиях развала фронта практически прекратилось. Советские данные о немецких потерях содержатся в помесячных журналах боевых действий 3-го Украинского фронта, согласно которым за период с 15 апреля по 8 мая 1945 года войсками фронта уничтожено 39 490 солдат и 9 226 взято в плен. 9 мая пленено ещё 10 830 солдат (только войсками 26-й и 57-й армий). В то же время, по иным сведениям, только за период с 1 по 9 мая войсками 3-го Украинского фронта взято 80 603 пленных.
Американцы вступили в Австрию 26 апреля, а французы — 30 апреля. Потери американцев на территории Австрии составили 5 972 человека, включая 1 846 погибших. Из этого числа 5 413 приходится на американские ВВС. Таким образом, потери сухопутных сил достигли 559 человек, включая 118 погибших, примерно за неделю боёв.